# Lucifer Project Vol. 1 - Love
Lucifer Project Vol. 1 - Love (Lucifer Project Vol. 1 愛?) è il primo singolo digitale della cantante sudcoreana Jeon Bo-ram, pubblicato nel 2008 dall'etichetta discografica Axis Music Co., Ltd..

## Il disco
Il singolo segna il debutto come solista di Boram e venne pubblicato il 15 aprile 2008, un anno prima del debutto con le T-ara.

## Tracce
1. Is It Today (오늘인가요) – 4:00
2. Is It Today (오늘인가요) (MR) – 4:00

Durata totale: 8:00